# Spoorlijn Longueville - Esternay
De Spoorlijn Longueville - Esternay is een Franse spoorlijn van Longueville naar Esternay. De gedeeltelijk opgebroken lijn was in totaal 39,5 km lang en heeft als lijnnummer 003 000. 

## Geschiedenis
Het deel tussen Villiers-Saint-Georges en Esternay is in 1969 gesloten en vervolgens opgebroken, het deel tussen Provins en Villiers-Saint-Georges was tot september 2023 nog in gebruik voor incidentele goederentreinen en museumritten en filmopnames door de AJECTA vanuit Longueville, maar de toestand van de lijn was dusdanig dat er voor 2 miljoen euro geïnvesteerd diende te worden, waarna het traject is gesloten in afwachting van verdere plannen. Sindsdien eindigt de lijn bij Provins. Het deel wat nog bereden wordt, is in 2010 gerenoveerd, zodat de baankvaksnelheid kon worden verhoogd van 60 naar 70 km/h en tussen 2019 en 2022 is het traject geëlektrificeerd.

## Treindiensten
De SNCF verzorgt het personenvervoer op dit traject Transilien treinen.
| Serie   | Treinsoort        | Route | Bijzonderheden |
| ------- | ----------------- | --- | -------------- |
| Trans P | Transilien (SNCF) | [ Paris Est – [ Esbly – Meaux ] / [ Meaux – [ Château-Thierry ] / [ La Ferté-Milon ] ] / [ [ Coulommiers ] / [ Provins ] ] ] / [ Esbly – Crécy-la-Chapelle ] |                |

## Aansluitingen
In de volgende plaatsen is of was er een aansluiting op de volgende spoorlijnen:
Longueville
RFN 001 000, spoorlijn tussen Paris-Est en Mulhouse-Ville
Esternay
RFN 002 000, spoorlijn tussen Gretz-Armainvilliers en Sézanne
RFN 004 000, spoorlijn tussen Mézy en Romilly-sur-Seine

## Galerij

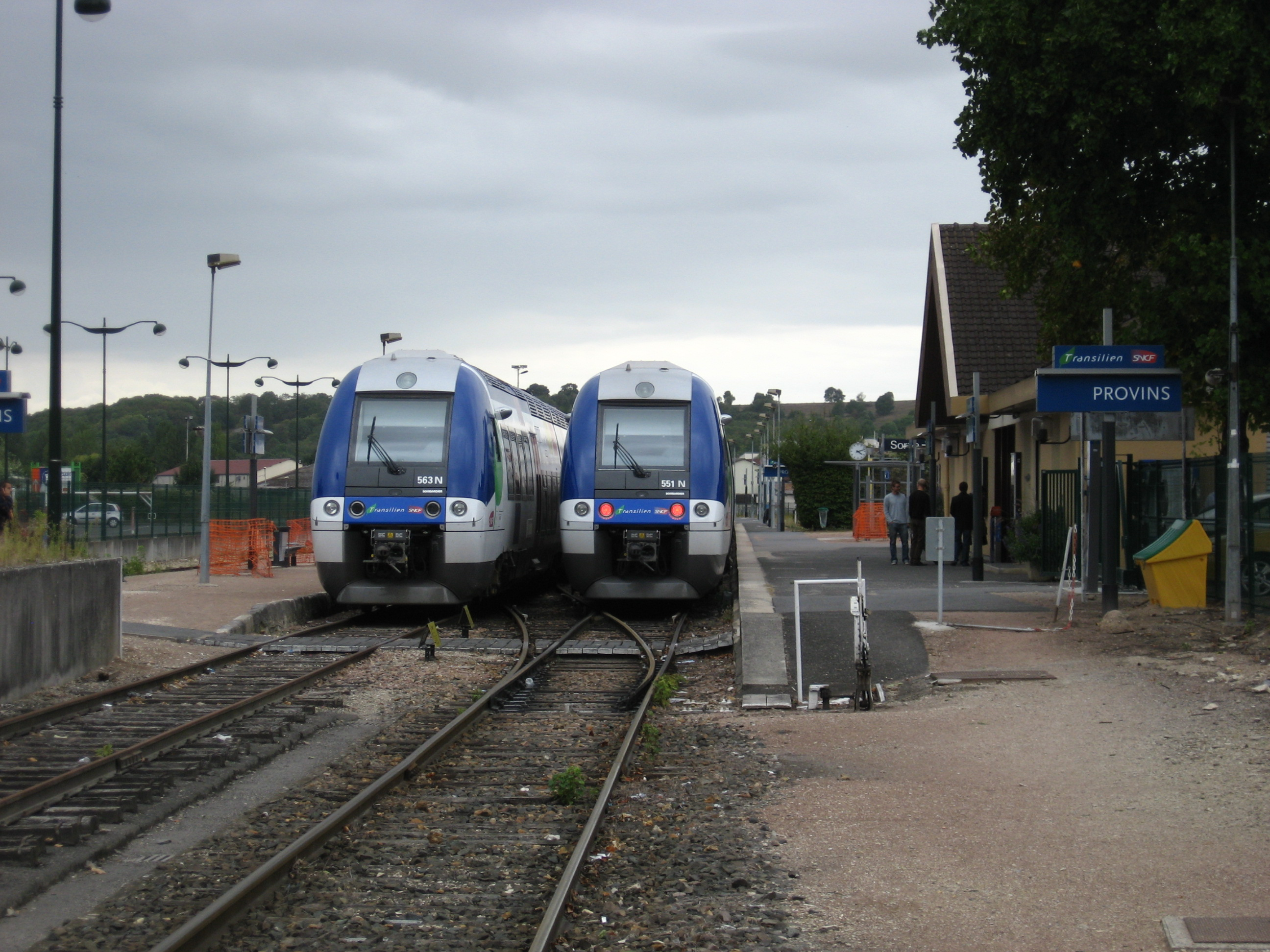
Station Provins
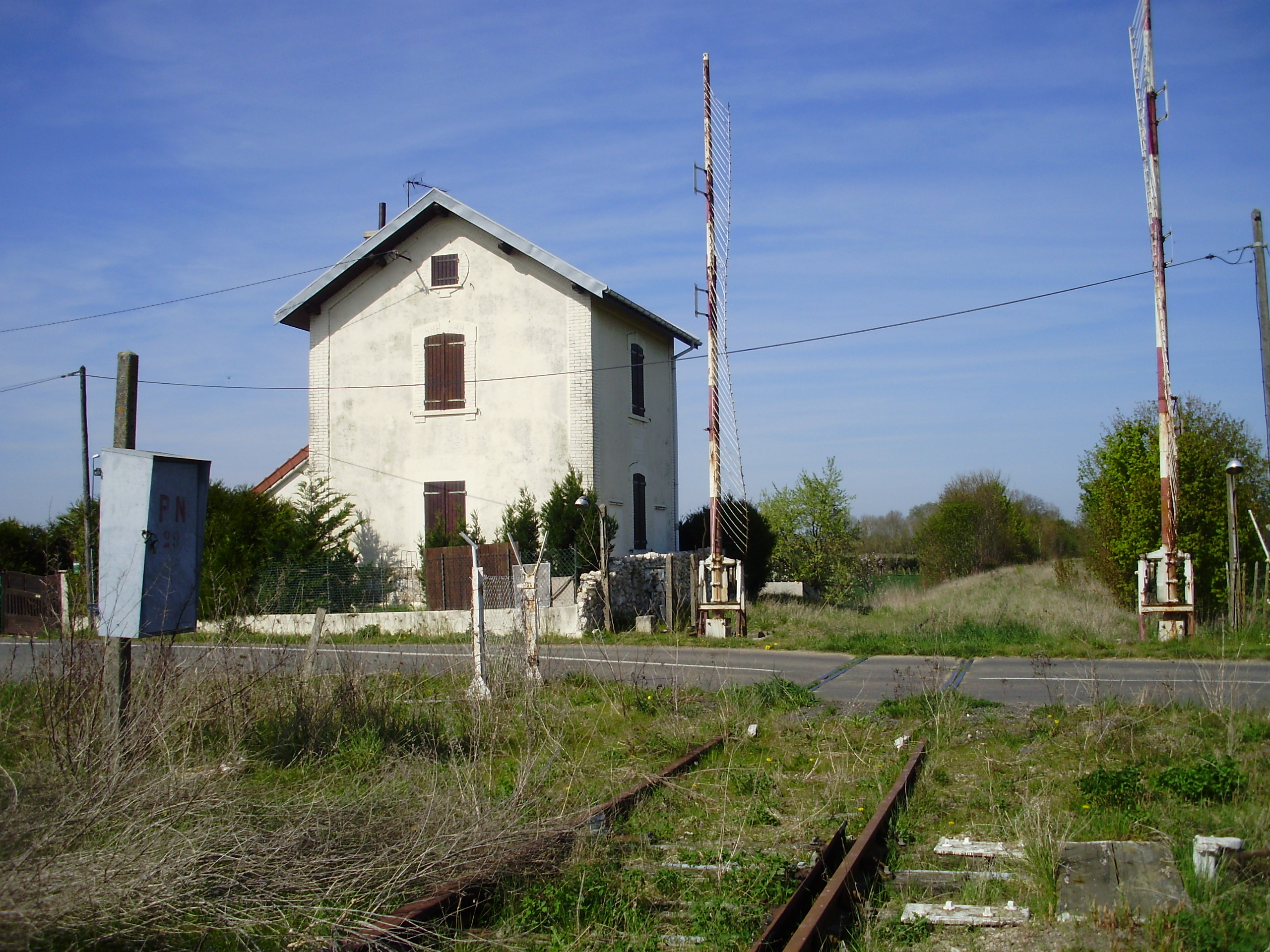
Overweg bij Villiers-Saint-Georges